# Władysław Szpilman
Pour les articles homonymes, voir Szpilman.
 (décembre 2020).
Si vous disposez d'ouvrages ou d'articles de référence ou si vous connaissez des sites web de qualité traitant du thème abordé ici, merci de compléter l'article en donnant les références utiles à sa vérifiabilité et en les liant à la section « Notes et références ».
Władysław Szpilman « Władek », né le 5 décembre 1911 à Sosnowiec en Pologne sous domination russe et mort le 6 juillet 2000 à Varsovie, est un pianiste, auteur et compositeur polonais. Interprète talentueux et compositeur prolifique, il mène une longue carrière de concertiste, et occupe des fonctions de responsabilité à la radio polonaise.
Le récit autobiographique de sa survie pendant la Seconde Guerre mondiale, publié en 1998 sous le titre Le Pianiste et adapté au cinéma en 2002 par Roman Polanski, lui donne à titre posthume une notoriété internationale.

## Biographie

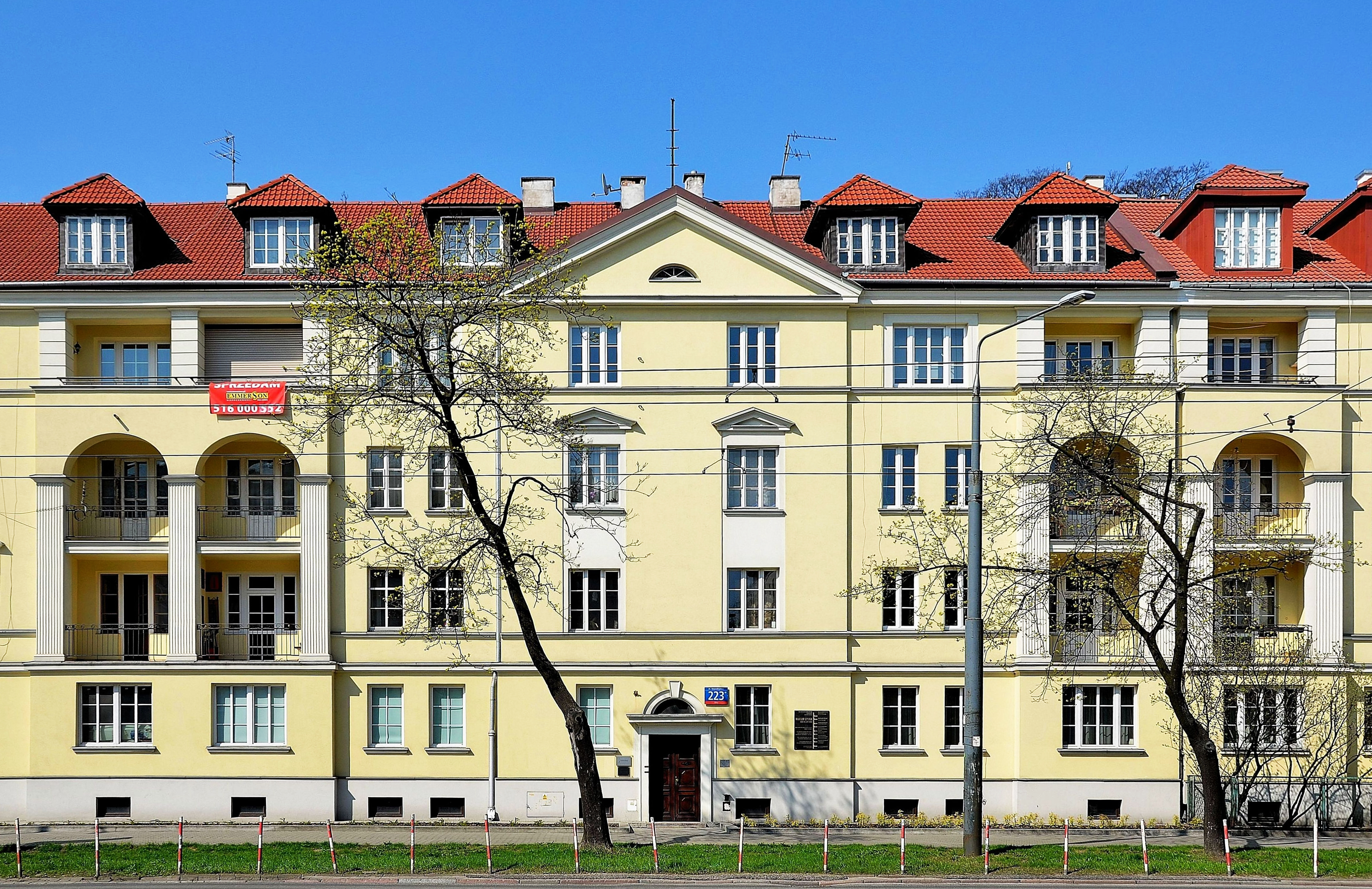
Le no 223 de l'aleja Niepodległości (« avenue de l'Indépendance ») à Varsovie. C'est là que Szpilman se cachait lorsqu'il fut découvert par Wilm Hosenfeld.

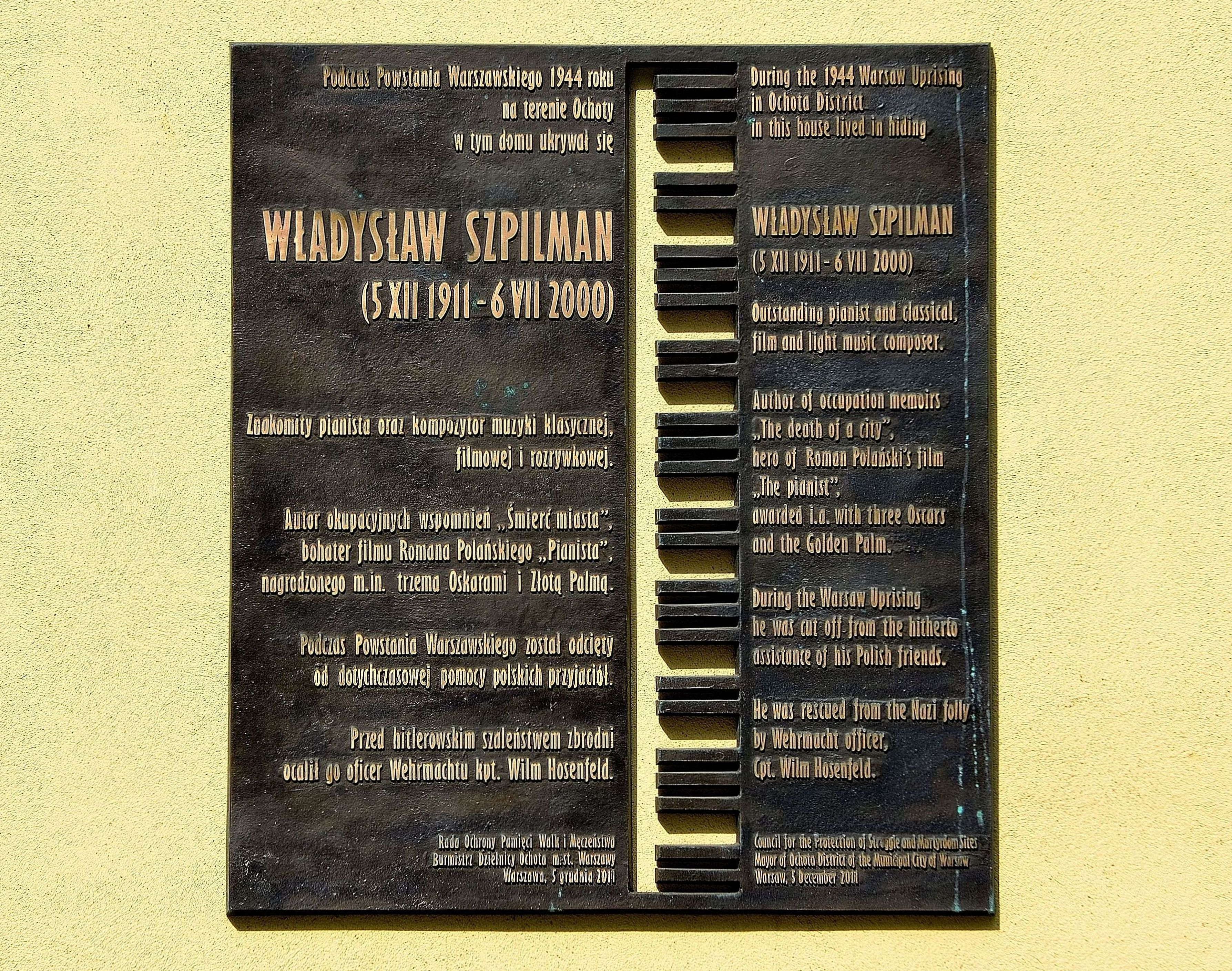
Plaque sur la façade de l'immeuble.

Władysław Szpilman nait le 5 décembre 1911 au sein d'une famille juive ashkénaze. Il reçoit une formation musicale à l’Académie Chopin de Varsovie où il étudie le piano avec Józef Śmidowicz et Aleksander Michałowski, élèves de Franz Liszt.
Comme tant d’autres musiciens polonais, il part pour Berlin afin de se perfectionner auprès de Leonid Kreutzer (en) et Artur Schnabel ; il étudie aussi la composition dans la classe renommée de Franz Schreker.
En 1933, il rentre en Pologne où il commence une brillante carrière de soliste, tout en donnant des concerts de musique de chambre en compagnie de violonistes renommés tels Henryk Szeryng, Roman Totenberg et Ida Haendel. En 1934, il part en tournée avec le violoniste polonais émigré aux États-Unis Bronisław Gimpel (en).
Il devient pianiste officiel de la Radio polonaise (1935), compose de la musique de film (Wros en 1937, Doktor Murek (en) en 1939), et des chansons populaires qui lui apportent la célébrité. Le 23 septembre 1939, il donne un récital de Chopin, avec au programme le Nocturne en do dièse mineur, lors de la dernière émission en direct de la radio polonaise. Les bombes allemandes mettent fin aux programmes qui ne reprendront que six ans plus tard, avec le même récital, toujours interprété par Szpilman.
Pendant l'occupation allemande, Władysław Szpilman et sa famille, ainsi que tous les autres Juifs vivant à Varsovie, sont contraints de s'installer dans un « quartier juif » — le ghetto de Varsovie — le 31 octobre 1940. Tous les membres de sa famille sont déportés en 1942 vers le centre d'extermination de Treblinka. Aucun des membres de la famille de Szpilman ne survit à la guerre. 
Il survit par miracle à la guerre et au ghetto de Varsovie, période qu'il raconte dans Le Pianiste (voir infra).
Après la guerre, Szpilman apporte une contribution majeure à la renaissance de la vie musicale polonaise, occupant notamment la direction du département « musique » de la radio nationale jusqu’en 1963. Durant cette période, il compose plusieurs œuvres symphoniques et quelque 500 chansons, de la musique de film et des pièces radiophoniques.
Dans les années 1950, il écrit également des chansons pour les enfants, qui lui valent le prix de l'Union des Compositeurs Polonais en 1955. Il donne parallèlement des concerts en soliste et se produit avec les violonistes Bronisław Gimpel, Roman Totenberg et Tadeusz Wroński (pl).
En 1961, il fonde le premier festival polonais de musique populaire Musique sans frontières de Sopot.
Après avoir subi les épreuves de la guerre, il ne peut reprendre sa carrière de soliste concertiste, n’étant plus en mesure d’en supporter la tension nerveuse. Mais il enregistre d’innombrables programmes en studio pour la radio (parmi lesquels de nombreuses créations) et continue à donner des concerts de musique de chambre, essentiellement avec son ami le violoniste Bronisław Gimpel avec lequel il fonde en 1963 le « Quintette de Varsovie » lequel se produit jusqu’en 1986 lors de centaines de tournées de concerts dans le monde entier.
Il meurt à Varsovie, le 6 juillet 2000, à l'âge de 88 ans.
En septembre 2011, le studio 1 de la radio polonaise est renommé Władysław Szpilman.

## Le Pianiste

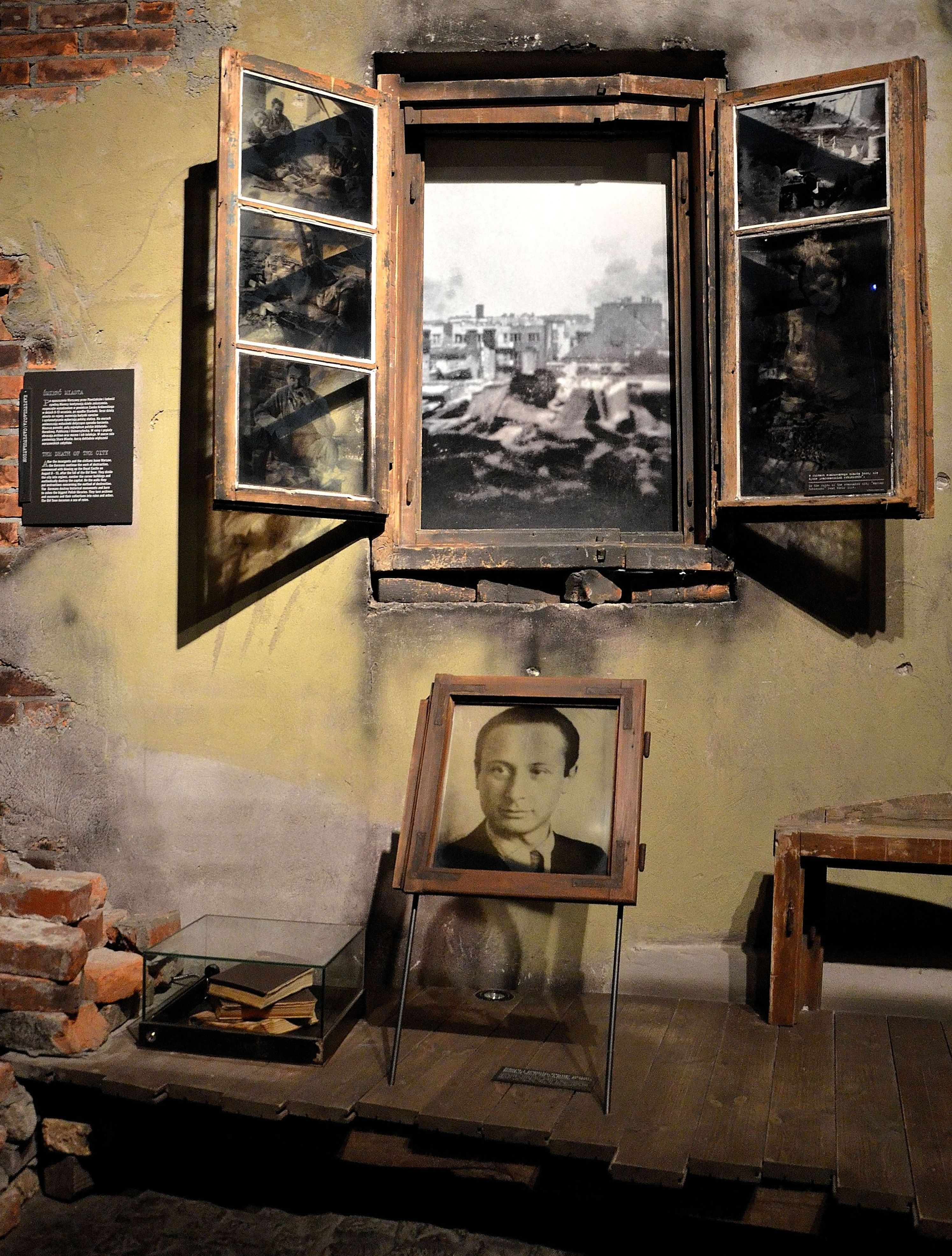
Photo de Władysław Szpilman au musée de l'Insurrection de Varsovie.

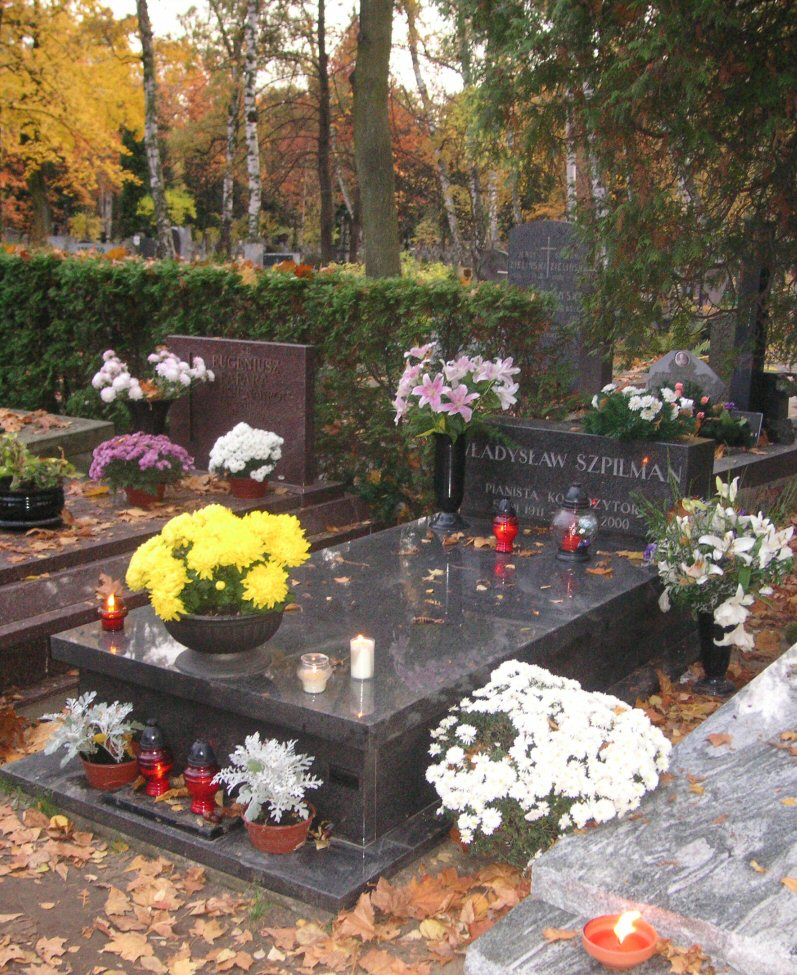
Tombe de Władysław Szpilman au cimetière militaire de Powązki à Varsovie.

Le titre original du livre de Szpilman, paru pour la première fois en Pologne dès 1946 et racontant sa survie pendant la Seconde Guerre mondiale à Varsovie sous l’occupation allemande, est Une ville meurt. Il le rédige juste après la guerre, encore sous le coup de la souffrance vécue et y rapporte l’enfer du ghetto, la déportation de sa famille au camp d’extermination de Treblinka à laquelle il a échappé de justesse : quelqu’un, ayant reconnu le musicien célèbre et admiré, l’a soustrait à la foule vouée à la mort, lors du chargement du convoi, dans l’enceinte de transit à Varsovie. Il y témoigne aussi de la solidarité d’amis polonais qui l’ont hébergé après sa fuite du ghetto, ont risqué leur vie pour lui procurer des cachettes, jusqu’à ce qu’il fût découvert peu avant la fin de la guerre par Wilm Hosenfeld, un officier de la Wehrmacht qui lui sauva la vie, alors qu’il vivait comme un des Robinson Crusoé de Varsovie et mourait de faim dans Varsovie presque totalement détruite.
Le livre de Szpilman est victime de la censure des nouveaux dirigeants communistes car il est tout sauf politiquement correct : après les horreurs de la Shoah, il est inacceptable de présenter un officier allemand comme sauveur, et Szpilman est contraint de transformer Wilm Hosenfeld en Autrichien. Impensable également de présenter des Polonais ou des Ukrainiens comme collaborateurs dans l’extermination des Juifs de Pologne. Pendant les décennies qui suivent, les éditeurs qui souhaitent republier l'ouvrage en Pologne se heurtent au refus des autorités gouvernementales.
C’est ainsi qu’il faut attendre un demi-siècle avant que, à l’initiative du fils de Szpilman, Andrzej, le livre soit republié en 1998 sous le titre Le Pianiste, tout d’abord en Allemagne. Rapidement, des éditeurs de tous les continents prennent la suite, convaincus de la nécessité de rendre accessible à un large public ce document sur la Shoah. Grâce au film de 2002 réalisé par Roman Polanski qui reçoit de nombreux prix internationaux — Palme d'or 2002, trois Oscars, sept César… —, le récit autobiographique de Władysław Szpilman acquiert une notoriété internationale.

## Vie privée
Les parents de Władysław Szpilman, son frère et ses deux sœurs meurent au camp d'extermination de Treblinka.
En 1950, il épouse Halina Grzecznarowska, fille du député et maire de Radom Józef Grzecznarowski (pl). Ils ont deux fils, Krzysztof (ja) (né en 1951), spécialiste d'histoire moderne du Japon, et Andrzej (né en 1956), dentiste et compositeur.

## Discographie

### Par Szpilman
- Chopin, Trio avec piano, Introduction et Polonaise - W. Szpilman, Tadeusz Wroński, Aleksander Ciechański (1958, Muza Warszawa / Polskie Radio) (OCLC 946315903)
- Brahms et Schumann, Quintette avec piano - Quintette de Varsovie : W. Szpilman, piano ; Bronislaw Gimpel et Tadeusz Wroński, violons ; Stefan Kamasa, alto ; Aleksander Ciechański, violoncelle (1963-1965, Muza Warszawa / Polskie Radio) (OCLC 1014242954)
- Wladyslaw Szpilman : Un portrait musical : Œuvre de Szpilman, Rachmaninov et Chopin (Alinamusic Hamburg 1998)
- Władysław Szpilman : Portrait (1952-1991, 5CD Polskie Radio Warszawa 2000) (OCLC 852974631)
- Wladyslaw Szpilman : The Original Recordings of the Pianist (Sony Classical 2002) (OCLC 989082877)
- Wladyslaw Szpilman : Legendary Recordings - Bronisław Gimpel, violon (1946-1965, 3CD Sony Classical 2005) (OCLC 823746958)

### Œuvres de Szpilman
- Mélodies de Wladyslaw Szpilman - Wendy Lands, chant (Universal Music 2003) (OCLC 948195471)
- Œuvres pour piano et orchestre - Ewa Kupiec, piano ; Orchestre de la radio de Berlin, dir. John Axelrod (22-24 juin 2004, Sony Classical 2004) (OCLC 725085708)
- Mazurek et The Life of the Machines dans Resilience – Julianna Avdeeva, piano (décembre 2020, PentaTone) (OCLC 1392155438 et 1427650469) — avec des sonates de Chostakovitch, Weinberg et Prokofiev.

### BO du film
- The Pianist - Janusz Olejniczak, piano ; Hannah Wolczedska, clarinette (2002, Sony / BMG SK 87739) (OCLC 276717487)

## Œuvres
- Władysław Szpilman, Suite. Das Leben der Maschinen für Klavier (The Life of the Machines for Piano) (1933). Boosey & Hawkes Berlin/New York 2004  (ISBN 3793130770)
- Władysław Szpilman, Concertino, Klavier und Orchester, Klavierauszug, Schott Mainz 2004  (ISBN 379313086X)
- Władysław Szpilman, Concertino, Klavier und Orchester, Partitur Schott Mainz 2004  (ISBN 3793130797)
- Władysław Szpilman, My memories of you. 16 selected songs by The Pianist Władysław Szpilman Boosey & Hawkes Berlin/New York 2003  (ISBN 3793130851)
- Władysław Szpilman, Ouverture for Symphonic Orchestra (1968)
- Władysław Szpilman, Ballett Scene for Symphonic Orchestra
- Władysław Szpilman, Waltz in the Olden Style (1938)
- Władysław Szpilman, Introduction to a film (1958)
- Władysław Szpilman, Impressions on own theme (1959)